# Xiphophorus
Xiphophorus, rod riba iz porodice Poeciliidae koji je opisao austrijski ihtiolog Johann Jakob Heckel, kao i prvu otkrivenu vrstu u tome rodu, Xiphophorus hellerii, koja nastanjuje slatke i bočate vode od Veracruza (Rio Nantla) pa do sjeverozapadnog Hondurasa, odakleje uvezena po drugim državama, pa je danas ima i u Južnoafričkoj Republici (Natal), Transvaal) i jezero Otjikoto). 
Mužjaci prvoopisane vrste narastu do 14, a ženke do 16 centimetara. Preferira vodu u kojem ima raslinja, a hrani se malim račićima, crvima i kukcima. Mužjaci su veoma agresivni jedan prema drugoma. Drže se i po akvarijima.

## Vrste
1. Xiphophorus alvarezi Rosen, 1960
2. Xiphophorus andersi Meyer & Schartl, 1980
3. Xiphophorus birchmanni Lechner & Radda, 1987
4. Xiphophorus clemenciae Álvarez, 1959
5. Xiphophorus continens Rauchenberger, Kallman & Morizot, 1990
6. Xiphophorus cortezi Rosen, 1960
7. Xiphophorus couchianus (Girard, 1859)
8. Xiphophorus evelynae Rosen, 1960
9. Xiphophorus gordoni Miller & Minckley, 1963
10. Xiphophorus hellerii Heckel, 1848
11. Xiphophorus kallmani Meyer & Schartl, 2003
12. Xiphophorus kosszanderi Meyer & Wischnath, 1981
13. Xiphophorus maculatus (Günther, 1866)
14. Xiphophorus malinche Rauchenberger, Kallman & Morizot, 1990
15. Xiphophorus mayae Meyer & Schartl, 2002
16. Xiphophorus meyeri Schartl & Schröder, 1988
17. Xiphophorus milleri Rosen, 1960
18. Xiphophorus mixei Kallman, Walter, Morizot & Kazianis, 2004
19. Xiphophorus montezumae Jordan & Snyder, 1899
20. Xiphophorus monticolus Kallman, Walter, Morizot & Kazianis, 2004
21. Xiphophorus multilineatus Rauchenberger, Kallman & Morizot, 1990
22. Xiphophorus nezahualcoyotl Rauchenberger, Kallman & Morizot, 1990
23. Xiphophorus nigrensis Rosen, 1960
24. Xiphophorus pygmaeus Hubbs & Gordon, 1943
25. Xiphophorus roseni Meyer & Wischnath, 1981
26. Xiphophorus signum Rosen & Kallman, 1969
27. Xiphophorus variatus (Meek, 1904)
28. Xiphophorus xiphidium (Gordon, 1932)